# Louis Berkhof

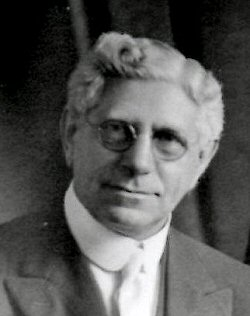
Louis Berkhof

Louis (Lukas) Berkhof (Emmen, 14 oktober 1873 – Grand Rapids (Michigan, Verenigde Staten), 18 mei 1957), was een Nederlands-Amerikaans gereformeerd theoloog. Als hoogleraar Dogmatische en Systematische Theologie was hij verbonden aan Calvin Theological Seminary. Hiervan was hij van 1931 tot 1944 tevens president. Zijn Systematic Theology (1932) geldt nog altijd als een klassieke, wereldwijd veelgebruikte uiteenzetting van de gereformeerde geloofsleer. Berkhof's gedachtegoed staat in de traditie van Calvijn en Nederlandse theologen als Abraham Kuyper (1837-1920) en Herman Bavinck (1854-1921).

## Opleiding en carrière
In 1882 verhuisde Berkhof met zijn ouders Jan Berkhof en Geesje ter Poorten naar Grand Rapids, Michigan. In deze regio ontwikkelde zich in de tweede helft van de negentiende eeuw een grote Nederlandse gemeenschap van orthodox-/bevindelijk gereformeerde signatuur. Dit onder leiding van de in 1834 afgescheiden Albertus van Raalte (1811-1876). In 1897 behaalde Berkhof zijn collegediploma van Calvin College en in 1900 het seminariediploma van Calvin Theological Seminary, beiden onderwijsinstellingen van de Christian Reformed Church in North America.
Ondertussen had in Nederland de Afscheiding politieke vorm gekregen met de oprichting in 1879 van de Anti-Revolutionaire Partij door Abraham Kuyper. De ontwikkelingen in Nederland werden door Berkhof en de Nederlands-Amerikaanse gemeenschap in Michigan met grote belangstelling gevolgd. In 1898 bezocht Kuyper Amerika en hield in het Princeton Theological Seminary zes colleges over het calvinisme, de zogenaamde Stone-lezingen. In zijn daarop volgende rondtour langs de Nederlandse gemeenschap bezocht Kuyper ook Calvin Theological Seminary, waar Berkhof op dat moment studeerde.
In 1900 werd Berkhof beroepen als predikant in Allendale, de oudste Hervormde kerk in Michigan. In 1902 vertrok hij voor twee jaar naar Princeton Theological Seminary, waar hij de graad van Bachelor of Divinity (B.D.) haalde. Aansluitend accepteerde hij het predikantschap van Oakdale Park in Grand Rapids. In 1906 volgde een aanstelling aan Calvin Theological Seminary en in 1926 werd hij benoemd tot hoogleraar Dogmatische en Systematische Theologie. Daarnaast werd hij in 1931 tot zijn pensioen in 1944 president van het seminarie. Als reactie op de stormachtige wetenschappelijke ontwikkelingen van de tijd, de Grote Depressie van de jaren dertig en het toenemend aantal kerkelijke afsplitsingen, benadrukte Berkhof het belang dat seminaries recht in de leer moesten blijven in zowel dogmatische- als praktische theologische zaken.

## Publicaties
Berkhof heeft in totaal tweeëntwintig boeken geschreven. Hij staat niet bekend als een vernieuwend of speculatief denker, maar als iemand die op heldere wijze bestaande theologische ideeën verwoord en uitlegt. Zijn gedachtegoed staat in de traditie van Johannes Calvijn, Abraham Kuyper en Herman Bavinck. Zijn boeken worden in Amerika nog steeds gebruikt op seminaries en andere religieuze instellingen en zijn vertaald in het Spaans, Portugees, Russisch, Chinees en Japans.
Als Berkhof’s belangrijkste werken worden beschouwd zijn Systematic Theology (1932, herzien 1938), de Introductory Volume to Systematic Theology (1932, opgenomen in de herdruk van Systematic Theology van 1996) en de History of Christian Doctrines (1937). Berkhof schreef verkorte uitgaven van zijn Systematic Theology voor high school en college studenten onder de titels Manuel of Christian Doctrine (1933) en Summary of Christian Doctrine (1938). Zijn Stone-lezingen van 1920-21 aan het Princeton Theological Seminary, zijn uitgegeven onder de titel The Kingdom of God (1951).